# Carnaúba dos Dantas
Carnaúba dos Dantas là một đô thị thuộc bang Rio Grande do Norte, Brasil. Đô thị này có diện tích 245,648 km², dân số năm 2007 là 7294 người, mật độ 29,7 người/km².